# NGC 163
NGC 163 (również PGC 2149) – galaktyka eliptyczna (E), znajdująca się w gwiazdozbiorze Wieloryba.
Odkrył ją prawdopodobnie Heinrich Louis d’Arrest 20 września 1865 roku. Choć d’Arrest i później John Dreyer w New General Catalogue uznali za jej odkrywcę Williama Herschela (i że jest to obiekt III 954 skatalogowany przez niego 10 grudnia 1798 roku), obecnie uważa się, że Herschel obserwował tamtej nocy sąsiednią galaktykę NGC 165, gdyż podana przez niego pozycja leży znacznie bliżej właśnie tej galaktyki.